# Schlag (Gemeinde Schwarzenau)
Schlag ist eine Ortschaft und eine Katastralgemeinde der Gemeinde Schwarzenau im Bezirk Zwettl in Niederösterreich.

## Geschichte
Laut Adressbuch von Österreich waren im Jahr 1938 in Schlag mehrere Landwirte ansässig.

## Siedlungsentwicklung
Zum Jahreswechsel 1979/1980 befanden sich in der Katastralgemeinde Schlag insgesamt 24 Bauflächen mit 16.746 m² und 12 Gärten auf 2.965 m², 1989/1990 gab es 28 Bauflächen. 1999/2000 war die Zahl der Bauflächen auf 57 angewachsen und 2009/2010 bestanden 32 Gebäude auf 58 Bauflächen.

## Bodennutzung
Die Katastralgemeinde ist landwirtschaftlich geprägt. 220 Hektar wurden zum Jahreswechsel 1979/1980 landwirtschaftlich genutzt und 58 Hektar waren forstwirtschaftlich geführte Waldflächen. 1999/2000 wurde auf 214 Hektar Landwirtschaft betrieben und 62 Hektar waren als forstwirtschaftlich genutzte Flächen ausgewiesen. Ende 2018 waren 210 Hektar als landwirtschaftliche Flächen genutzt und Forstwirtschaft wurde auf 62 Hektar betrieben. Die durchschnittliche Bodenklimazahl von Schlag beträgt 32,9 (Stand 2010).